# Bo Rosendahl
Bo Sven Woldemar Roland Rosendahl, född 22 augusti 1915 i Göta livgardes församling, Stockholms stad, död 13 oktober 2000 i Djurö församling, Stockholms län, var en svensk kompositör, arrangör och pianist.

## Kompositioner

### Melodifestivalen
- 1980 – Utan att fråga med Kenta (skriven tillsammans med Peter Ström och Kenta Gustafsson).

### Filmmusik
- 1962 – Åsa-Nisse på Mallorca
- 1955 – Den glade skomakaren
- 1947 - Supé för två
- 1942 - I fädrens spår
- 1941 – Första divisionen
- 1940 - Ett brott